# Ocenebra interfossa
Ocenebra interfossa är en snäckart som beskrevs av Carpenter 1864. Ocenebra interfossa ingår i släktet Ocenebra och familjen purpursnäckor. Inga underarter finns listade i Catalogue of Life.